# Кажба
Кажба (рум. Cajba) — село в Глодянском районе Молдавии. Относится к сёлам, не образующим коммуну.

## География
Село расположено на высоте 92 метров над уровнем моря.

## Население
По данным переписи населения 2004 года, в селе Кажба проживает 1671 человек (790 мужчин, 881 женщина).
Этнический состав села:
| Национальность | Число жителей | Процентный состав |
| -------------- | ------------- | ----------------- |
| молдаване      | 1610          | 96.35             |
| румыны         | 24            | 1.44              |
| цыгане         | 19            | 1.14              |
| украинцы       | 9             | 0.54              |
| русские        | 4             | 0.24              |
| гагаузы        | 1             | 0.06              |
| болгары        | 1             | 0.06              |
| прочие         | 3             | 0.18              |
| Всего          | 1671          | 100 %             |

## Уроженцы
- Кажбер, Герш-Лейб (Кажбер — дословно идиш: «из Кажбы»; 1906—1942) — еврейский прозаик.